# Josy Daems
Josy Daems (* 13. März 2006) ist eine deutsche Tennisspielerin.

## Karriere
Josy Daems spielt vorrangig auf der ITF Women’s World Tennis Tour, wo sie bislang drei Titel im Doppel gewann.
2019 gewann sie im Februar die Nord-Ostdeutschen Tennismeisterschaften im Sportpark Isernhagen. Im März gewinnt sie die Titel im Einzel und zusammen mit ihrer Vereinskollegin Evelyn Wartekin im Doppel der „Cup der Nordverbände“ der Tennis-Europe-Serie in Hannover. Im April gewann sie den Porsche-Kids-Cup in Stuttgart. Wenige Wochen später gewann Josy Deams den Titel bei den Norddeutschen Meisterschaften der U14 im Einzel.
2020 erhielt sie eine Wildcard für das Hauptfeld im Dameneinzel der Nationalen Deutschen Hallen-Tennismeisterschaften in Biberach, wo sie in der ersten Runde Hannah Nagel mit 6:4, 0:6 und 6:3 besiegte, dann aber in der zweiten Runde gegen Katharina Gerlach mit 6:72 und 5:7 knapp verlor.
2022 erhielt sie zusammen mit Nele Niermann eine Wildcard für das Hauptfeld im Damendoppel des mit 60.000 US-Dollar dotierten ITF-Turniers Challenger Hamburg, wo die beiden aber bereits in der ersten Runde gegen Veronika Erjavec und Malene Helgø mit 1:6 und 3:6 verloren.
2023 wird Daems in das Porsche Junior Team aufgenommen. Im Mai startete sie in Paris bei den French Open erstmals in der Qualifikation zu einem Grand Slam Turnier. Mit einem Sieg und einer Niederlage konnte sie sich aber nicht für das Hauptfeld im Juniorinneneinzel qualifizieren. Im Juli startete sie in der Qualifikation zum Juniorinneneinzel in Wimbledon, wo sie aber bereits in der ersten Runde gegen die Australierin Roisin Gilheany mit 3:6, 6:4 und [3:10] verlor.
2024 konnte sie Ende Juni zusammen mit ihrer Partnerin ihren ersten Doppeltitel auf der ITF-Tour gewinnen.

## Turniersiege

### Doppel
| Nr. | Datum             | Turnier  | Kategorie | Belag     | Partnerin               | Finalgegnerinnen              | Ergebnis         |
| --- | ----------------- | -------- | --------- | --------- | ----------------------- | ----------------------------- | ---------------- |
| 1.  | 29. Juni 2024     | Kamen    | ITF W15   | Hartplatz | Anastassija Firman      | Marie Vogt Eva Marie Voracek  | 6:3, 6:3         |
| 2.  | 23. November 2024 | Monastir | ITF W15   | Hartplatz | Mavie Österreicher      | Laïa Petretic Alice Soulié    | 2:6, 6:3, [10:6] |
| 3.  | 26. Juli 2025     | Horb     | ITF W35   | Sand      | Tessa Johanna Brockmann | Jazmín Ortenzi Rebeca Pereira | 5:7, 6:2, [10:2] |

## Persönliches
Josy Daems hat eine Zwillingsschwester Emma und zwei ältere Schwestern Romy (* 2002) und Lisa (* 2000), die ebenfalls Tennis spielen.